# Norio Matsubara
Norio Matsubara (Cambará, 28 de outubro de 1968) é um ex-piloto de automobilismo brasileiro que disputou a Fórmula 3000 em 1994. É filho de Sueo Matsubara, um dos maiores plantadores de algodão no norte do Paraná.

## Carreira
Norio Matsubara iniciou a carreira no automobilismo aos 23 anos de idade, correndo na Fórmula Ford 1600. Quando brigava pelo título da categoria, sua família organizou um esquema de ônibus que levou moradores de Cambará para acompanhar a etapa de Goiânia, que consagrou o piloto como campeão da temporada.
Correu também na Fórmula 3 Sul-Americana e ainda disputou o GP de Enna-Pergusa de Fórmula 3000, em 1994, pela equipe Omegaland. Aposentou-se das pistas em 1998.

## Carreira empresarial
Além de correr, Norio presidiu a Sociedade Esportiva Matsubara, que durante sua gestão mudou a sede para Londrina, com o objetivo de conquistar o Campeonato Paranaense até 1997, mas que não rendeu o esperado.